# Johan Christian Moberg
Pour les articles homonymes, voir Moberg.
Johan Christian Moberg est un paléontologue et géologue suédois. Né le 11 février 1854 dans la paroisse de Solberga (dans l'actuelle commune de Skurup en Scanie), il est décédé à Lund le 30 décembre 1915.

## Biographie
Après des études à Malmö (1873) puis à l'université de Lund, il devient professeur de géologie et de minéralogie à Lund (1884). Il fut un spécialiste des faunes et du système de classification des zones Cambrien-Silurien.
Il siége à l'Académie royale des sciences suédoise à partir de 1911.
Il a laissé son nom à la Mobergella.

## Œuvres
- Cephalopoderna i Sveriges kritsystem. I. Sveriges kritsystem systematiskt framstäldt, akademisk afhandling, som... framställes (1884)
- Iakttagelser Från en ... 1885 Företagen Geologisk Resa Till Irland Norra Frankrike, Holland Och Westphalen (1886)
- Geologisk vägvisare inom Fågelsångstrakten (1896)
- Didymograptusskiffer (1902)
- Aeglina umbonata Angelin sp (1907)
- En marin fauna från Kärnan i Helsingborg (1907)
- Om lias i sydöstra Skåne (Vetenskapsakademiens handlingar, neue Ausgabe, Band 22, Nr. 6)
- Om svenska silureirripeder (1914)
- Cephalopoderna i Sveriges kritsystem (SGU, Nr. 63 und 73)
- Beskrifning till kartbladet Sandhammaren (SGU, Aa Nr. 110)
- Bidrag till kännedomen om Steenstrupin
- Untersuchungen über die Grunsteine des westlichen Blekinge und der angrenzenden Theile Schonens